# Бианг, Самюэль Дидье
Самюэ́ль Дидье́ Биа́нг (фр. Samuel Didier Biang; род. 23 мая 1974, Кутаба, Западный регион) — камерунский футболист, нападающий. Известен по выступлениям в Высшем дивизионе в составе «Кубани».

## Карьера

### Клубная
Футболом серьёзно начал заниматься только в 1998 году, когда обучался в Кубанском государственном университете (поступил в 1996 году), выступал тогда за сборную университета в первенстве города, где его заметили тренеры «Кубани» и убедили серьёзно заняться футболом. В 1999 году выступал за клуб «Славянск» из города Славянск-на-Кубани, провёл 15 матчей, забил 4 мяча. С 2000 по 2001 год выступал в КФК за клуб «Немком». В 2001 году перешёл в красноярский «Металлург», за который выступал до 2002 года, сыграл за это время 40 матчей, в которых забил 9 мячей. Интересный матч провёл Бианг в Тольятти: 18 сентября 2002 года он открыл счёт в матче с «Ладой» уже на 3-й минуте, однако «Металлург» в итоге потерпел разгромное поражение со счётом 1:11, что стало рекордом Первого дивизиона. В 2003 году пополнил состав «Кубани», за которую в том сезоне сыграл 29 матчей, забил 13 мячей и, вместе с командой, стал серебряным призёром первенства сезона 2003 года. В 2004 году дебютировал в Высшем дивизионе, где сыграл в составе «Кубани» 8 матчей за основной состав и 10 матчей за дубль, в которых забил 3 мяча. 2 июня сыграл в товарищеском матче в составе сборной легионеров чемпионата России против сборной России, проводившей подготовку к чемпионату Европы, Бианг вышел на замену во втором тайме под 14-м номером. В 2005 году перешёл на правах аренды в махачкалинское «Динамо», за которое сыграл 15 матчей и забил 4 мяча, после чего, в том же году, снова на правах аренды, перешёл в благовещенский «Амур», в составе которого и доиграл сезон, проведя 19 матчей и забив 7 мячей. Сезон 2006 года провёл в «Балтике», за которую сыграл 14 матчей и забил 2 мяча. Бианг стал первым темнокожим легионером в истории «Балтики». С 1 августа 2012 года тренер академии «Краснодара»

### В сборной
В 2005 году вызывался в состав главной национальной сборной Камеруна, однако, из-за травмы отказался от приглашения.

## Достижения

### Командные
2-е место в Первом дивизионе России (выход в Высший дивизион): (1)
- 2003 (ФК «Кубань»)

## После карьеры
По завершении карьеры профессионального игрока Бианг в свободное время играет за любительские клубы в чемпионатах края и города. В начале 2008 года хотел возобновить профессиональную карьеру, в марте отправился на предсезонный сбор с барнаульским «Динамо», но на этом его отношения с алтайцами и закончились.

## Личная жизнь
Родился в семье протестантов, однако, сам по вероисповеданию католик. Детство провёл в городе Криби.
Отец — военный лётчик-истребитель, мать — медсестра, ещё у Бианга есть сестра, семья проживает в городе Дуале.
Женат на уроженке Краснодара по имени Галина, воспитывает двух детей, сына Хавьера и дочь Ванессу.

## Образование
Окончил университет в Яунде, где изучал математику, Кубанский государственный университет, где получил специальность «программист» и Кубанский государственный университет физической культуры.